# Emil Huber-Stockar

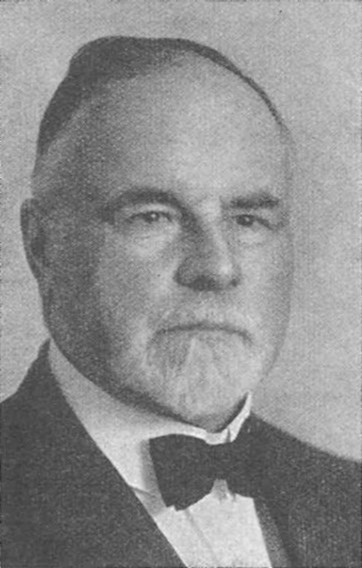
Emil Huber-Stockar

Emil Huber-Stockar (* 15. Juli 1865 in Riesbach; † 9. Mai 1939 in Zürich; heimatberechtigt ebenda) war ein Schweizer Unternehmer und Eisenbahnpionier. Er war der Sohn von Peter Emil Huber und der Bruder von Max Huber.

## Leben und Werk

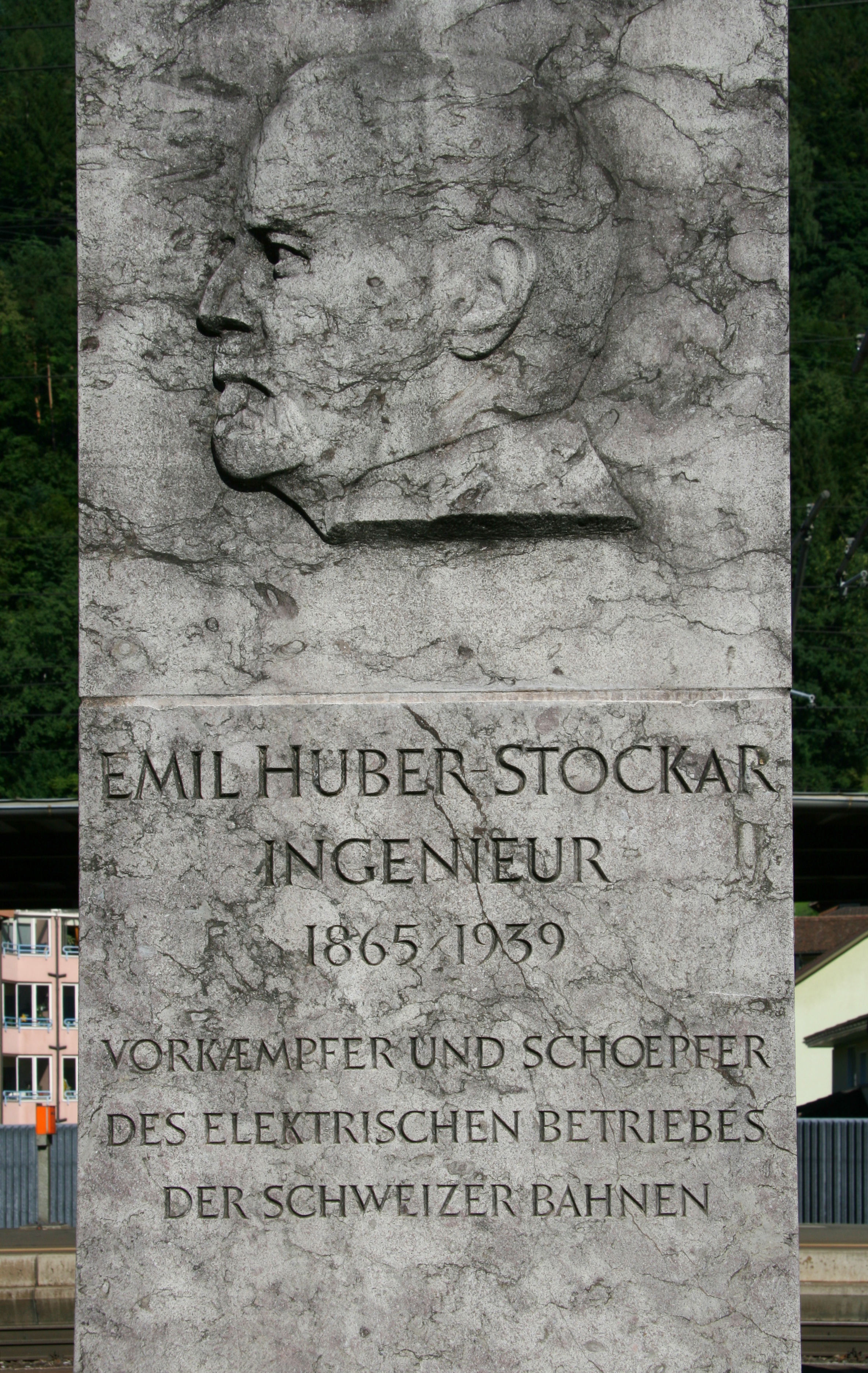
Denkmal in Flüelen

Huber wurde am 15. Juli in Riesbach (heute Zürich) als Sohn des Maschinenindustriellen Peter Emil und der Anna Marie (née Werdmüller) (1844–1911) geboren. Sein Vater stammte aus einer Fabrikantenfamilie welche Seiden herstellte. Er war später Mitgründer und Verwaltungsratspräsident des Konzerns Oerlikon-Bührle.
Nach der Ausbildung zum Maschineningenieur an der Eidgenössischen Technischen Hochschule Zürich (ETHZ) und Wanderjahren in Amerika übernahm Huber die Leitung der von seinem Vater Peter Emil Huber-Werdmüller gegründeten Maschinenfabrik Oerlikon (MFO) bei Zürich (CH). Er konzentrierte sich darauf, die Schwierigkeiten von elektrisch betriebenen Hauptbahnen mit hoher Leistung praktisch zu lösen. Auf eigene Rechnung richtete er 1904 den Versuchsbetrieb Seebach–Wettingen mit hochgespanntem Wechselstrom (15'000 Volt) von niedriger Frequenz (15 Hertz) ein. Der Betrieb war erfolgreich. Die erste Bahn, die dieses heute in vielen Ländern standardisierte System anwendete, war die Berner Alpenbahn-Gesellschaft Bern–Lötschberg–Simplon. 1925 erhielt Emil Huber-Stockar für seine Leistungen die Ehrendoktorwürde der ETHZ verliehen.
1895 heiratete er Maria Helene, geborene Stockar (* 20. November 1870; † 21. Juni 1966). Sie war eine Tochter des Rechtsanwalts Hans Julius Stockar.

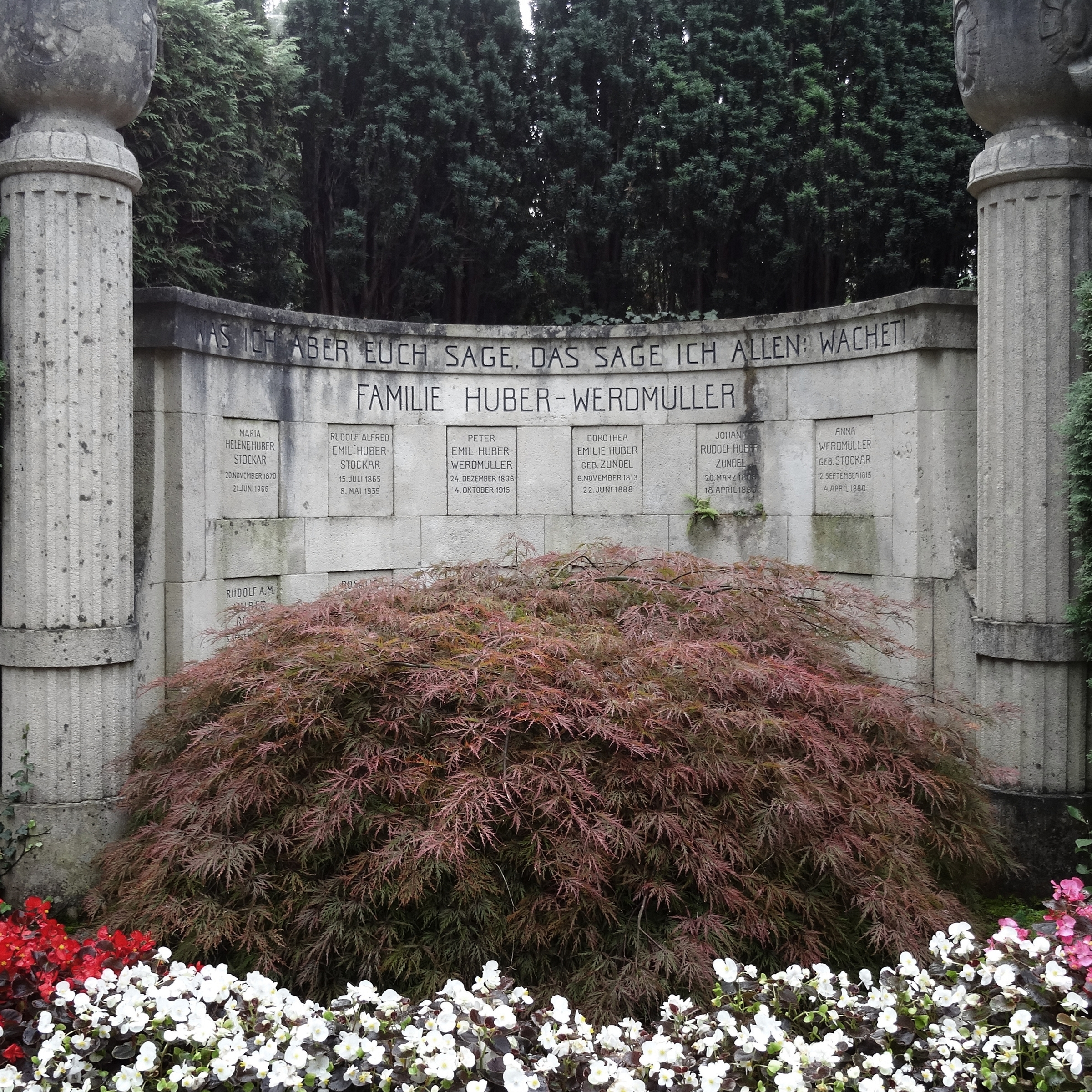
Grab, Friedhof Enzenbühl, Zürich

Emil Huber-Stockar fand seine letzte Ruhestätte auf dem Friedhof Enzenbühl in Zürich.
An der Gotthardstrecke beim Bahnhof Flüelen wurde im Jahr 1947 zu Ehren Emil Huber-Stockars eine steinerne Stele von 4,10 m Höhe als Denkmal für den «Vorkämpfer und Schöpfer des elektrischen Betriebes der Schweizer Bahnen» errichtet.